# Scorodophloeus
Genre
Classification phylogénétique
Scorodophloeus est un genre de plantes à fleurs dicotylédones de la famille des Fabaceae (Légumineuses), sous-famille des Caesalpinioideae, originaire d'Afrique, qui comprend trois espèces. Aux deux espèces généralement acceptées par les bases de données, s'ajoute une troisième espèce, endémique du Mozambique, Scorodophloeus torrei, décrite en 2006.
Ce sont des arbres pouvant atteindre 40 mètres de haut, ou des arbustes ou petits arbres (S. torrei). Le bois, l'écorce et les graines de Scorodophloeus zenkeri servent de condiment alliacé, notamment au Cameroun et au Gabon. L'odeur et le goût d'ail de divers organes de ces plantes s'expliquent par la présence de composés soufrés.  

## Liste d'espèces
Selon The Plant List (16 décembre 2018) :
- Scorodophloeus fischeri (Taub.) J.Leonard
- Scorodophloeus torrei Lock[2]
- Scorodophloeus zenkeri Harms